# Jiří Krampol
Jiří Krampol (ur. 11 lipca 1938 w Buštěhradzie, zm. 26 lipca 2025 w Pradze) – czeski aktor.

## Życiorys
W 1962 roku ukończył DAMU w Pradze.
Członek teatrów – Divadlo Na zábradlí (1962–1971), 1971–1973 FSB, 1973–1980 Divadlo Na zábradlí, 1983–1990 Divadlo Semafor i od 1990 Divadlo Jiřího Grossmanna.
W filmach i w telewizji grał bohaterów pozytywnych i negatywnych. Współpraca z dubbingiem (Jean-Paul Belmondo).
W 2018 roku został odznaczony Medalem Za Zasługi I stopnia.

## Filmografia
- Co tydzień niedziela (Pět z milionu) (1959)
- Bylo nás deset (1963)
- Ženy v ofsajdu (1971)
- Půlnoční kolona (1972)
- Dni zdrady (Dny zrady) (1973)
- Akcja Bororo (Akce Bororo) (1973)
- Holky z porcelánu (1974)
- Sokołowo (Sokolovo) (1974)
- Tam, kde hnízdí čápi (1975)
- Oswobodzenie Pragi (Osvobození Prahy) (1977)
- Brygada upał (Parta hic) (1977)
- Pumpaři od Zlaté podkovy (1978)
- Smrt krásných srnců (1986)
- Dva lidi v ZOO (1989)
- Nahota na prodej (1993)
- Andělská tvář (2002)
- Waterloo po česku (2002)
- 2 młode wina (2Bobule) (2009)

## Role telewizyjne
- serial Tajemství proutěného košíku (1978)
- serial Goście (Návštěvníci) (1983)
- serial Synové a dcery Jakuba Skláře (1986)
- serial Malý pitaval z velkého města (1987)